# Theydon Bois

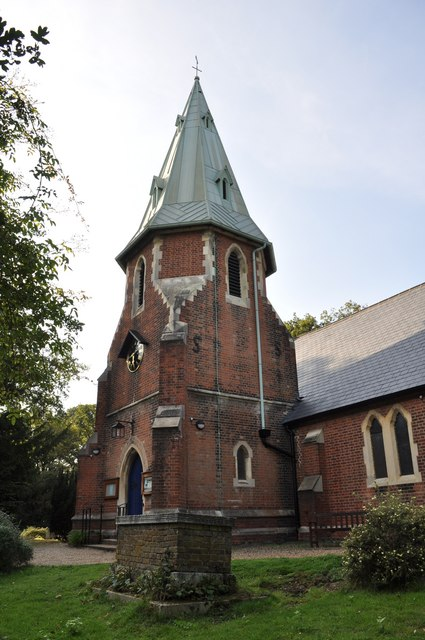
St Mary's Church, Theydon Bois

Theydon Bois ist ein Dorf und civil parish im District Epping Forest in der Grafschaft Essex, England. Im Jahr 2011 hatte es 4062 Einwohner.